# ジャック・クラウザー
ジャック・クラウザー (Jack Krauser) は、ゲーム『バイオハザードシリーズ』に登場する架空の人物。このうち、『バイオハザード4』、そのリメイク作品の『バイオハザード RE:4』及び『バイオハザード ダークサイド・クロニクルズ』に収録されたエピソードの一つ「オペレーション・ハヴィエ」に登場。呼称は主に「クラウザー」であり、唯一専従オペレーターのハンナのみが「ジャック」と呼ぶ（字幕は「クラウザー」）。声優はジム・ウォード（4）、辻井健吾（RE4・日本語吹き替え）が担当。

## 経歴

### オペレーション・ハヴィエ
アメリカ特殊作戦軍に所属したナイフと白兵戦の達人であり、数々の戦場で武勲を立ててきた優秀な兵士。2002年、南米のアムパロという地域に犯罪帝国を築き上げたハヴィエ・ヒダルゴと元アンブレラ研究員が接触したとの情報を受けた合衆国により、大統領直属のエージェント、レオン・S・ケネディのパートナーとして派遣される。
任務の途中で出会った少女マヌエラを案内人としてハヴィエの元へ向かう中、彼女がt-Veronicaウィルスに感染していることを知って見捨てることも考えたが、レオンが見せた大統領特命に抗えず、心中で毒づきながらも表面上は固い握手をした。その後、襲い来る数々のクリーチャーを退けていくなか、自分を駒としか思っていない合衆国政府への不信感、レオンの大統領直属エージェントという地位や高い志、そして彼のサバイバル能力への嫉妬心と劣等感に加え、ヒルダとの戦闘時に左腕を負傷したことで満足に戦えない自分の弱さと、自我を残しながら超常的なt-Veronicaウィルスの力を使いこなすマヌエラやハヴィエを見て、何者をも超える力を得ることを渇望していく。
シークレットシナリオでは内容こそ同じだがクラウザーの内心が明かされ、レオンの敵となった理由が描かれる。ウィルスの力をもって世界のバランスを変えること、あまつさえ世界の王になることさえ望み、自分と違い力を求めず、ウィルスの根絶を望むレオンを「臆病者」と軽蔑していたクラウザーは、怪物と化したハヴィエを打ち倒しての帰路の途中、人ならざる力を得てなお生き残り後悔するマヌエラに人として生き続けることを諭すレオンへ、「お前は残酷だ。その娘に新しい生命体としての誇りを与えるべきだ」と心中で強く訴える。そして、自分とレオンの思想の違いについて「所詮、俺とお前はコインの裏と表なのかもしれない」という考えを持つに至り、相棒として共に歩む未来があったかもしれない道を訣別し、これが岐路となる。
先述の左腕の負傷は完治せず、「ハヴィエ」終了後には軍を除隊して行方をくらます。力を取り戻すべく、レオンより聞かされていたバイオハザード関連情報の中にその名があったアルバート・ウェスカーと接触を図り、彼の組織に加わる事になる。

### バイオハザード4
除隊後に行方（劇中での会話から、事故死を装っていた様子）を晦ましてエイダ・ウォンやウェスカーが組する組織の一員となっており、後にヨーロッパの辺境一部で特殊な生物を利用して不穏な働きを見せるロス・イルミナドス教団への潜入任務を課せられ、教団の信用を得るために大統領の娘アシュリー・グラハムを誘拐し、スパイとして教祖オズムンド・サドラーの懐に忍び込むが、そこで利用されていた人知を超える寄生生物プラーガと接してその力に魅了され、「支配種」と呼ばれるプラーガの中でも特殊な種を自身に取り込んだことにより左腕の機能を元来以上に取り戻し、更には力を解放するとブレード状に変形して高い攻撃力と防御力を発揮する程の力を身に付けた。
アシュリーの救助に来たレオンの前に現れ、さまざまな白兵戦技術で彼に襲い掛かって激闘を繰り広げ、プラーガの力を解放した上でブレード化した左腕を駆使して決着の戦いを挑んだが、返り討ちに遭った上に肉体の一部が崩壊して敗北する。それでもレオンに敗北した時点ではまだ死亡しておらず、身体は粘液で覆われた上に皮膚のただれも悪化しながらもプラーガの力によって復活を果たしたが、既にプラーガによって完全に意識を乗っ取られてしまい、会話はおろかまともな言葉をほとんど発する事さえもできないくらいの凶暴化を発揮するに至ってしまう。その後、エイダの前に姿を現し、彼女に襲いかかるも返り討ちに遭い、宿したプラーガの死滅と共に完全に死亡する。
ウェスカーからは「the another order」ではクラウザーが倒されたことに驚き、「倒せたのはレオンの強運」と本来は負けることがあり得ないと評価しているが、「ADA THE SPY」ではクラウザーを全く評価しておらず、死亡報告を受けても平然と突き放している。
ミニゲーム「THE MERCENARIES」では操作キャラクターとして登場する。連射速度は低いものの高い威力を誇る専用武器アーチェリーを装備し、寄生体の力を解放することで広範囲の敵を一撃で粉砕する極めて強力な専用技も持つ。また、他操作キャラクターとは違い、ナイフを逆手に持つ。

### バイオハザード RE:4
元アメリカ特殊作戦軍(USSOCOM)少佐。今作ではロス・イルミナドス教団直属の部下であり、ウェスカーやエイダの所属する組織の一員という設定は無くなった。また、レオンのことを「新兵(ルーキー)」と呼び、彼の訓練時代に「接近戦ならナイフの方が早い」と教え、戦闘技術等を叩き込んだ元教官のような関係に変化している。2年前の「オペレーション・ハヴィエ」に少数精鋭部隊として投入されるが、政府が回収ヘリを飛ばなさかった事により部隊は全滅、自身や部下を捨て駒として扱った合衆国政府を恨んでいる。なお、この時に負傷した左腕の傷は本編でも確認することが出来る。オリジナル版同様にアシュリー誘拐の実行犯であり、ゲーム本編では古城の地下坑道でレオン一行を待ち伏せし、やってきたルイスの背中に投げナイフを突き刺してアンバーを奪取した直後にレオンと近接戦闘を行う。その後、瀕死状態のルイスが撃った銃弾でかすり傷を負い、撤退する。後の孤島の遺跡の戦いでは最終レッスンと称して『4』と同様の白兵戦術を用いて激闘を行い、後にプラーガの力を解放する事により左腕をブレード状、更に右腕をシールド状に変化させ、レオンに挑むも敗北し、倒れる。その後、側に落ちた自身のナイフでトドメを刺すようレオンに頼み、それを承諾した彼によって心臓を刺され、プラーガに意識を奪われることなく死亡する。『セパレート ウェイズ』では、体内に寄生させていたプラーガは支配種ではなく、アンバーによる強化実験によって適合に成功した上位種プラーガである事が判明。このため、エンディングにてエイダが奪還に成功したアンバーの代わりに、体内にプラーガを宿した自身の遺体をウェスカーによって回収され、後の『5』でプラーガの種を量産する基となった。
原作同様、ミニゲーム「THE MERCENARIES」で操作キャラクターとして登場する。ステアーTMPや、爆発物を装着した専用武器アーチェリーを装備し、バレットラッシュでは寄生体の力を解放して、広範囲の敵を一撃で粉砕することができる。

## 外見
- 金髪。髪型は髪を後ろへ流したボリュームの少ないオールバック。緋色のアーミーベレーをかぶっている。
- 兵士（傭兵）であるため、非常に洗練され鍛え抜かれた肉体の持ち主。
- 『4』では顔に大きな切り傷があるが、「ハヴィエ」当時の顔にはまだない。
- 『RE:4』では左腕の上腕部に、「ハヴィエ」当時に受けた負傷による大きな傷跡が残っている。

## 使用武器
- H&K MARK 23 - 「ハヴィエ」当時に所持。『4』では持っていない。
- ステアーTMP
- アーチェリー - 通常のアーチェリーのほか、マインスロアーのように刺さってしばらくしてから爆発するタイプも使用。後述はプレイヤーは使用不可。
- 閃光手榴弾
- ナイフ - 蛇らしきもののマークが入っている。「ハヴィエ」当初から所持しており、『4』でレオンに回収され、そのラストで彼がエイダを救出する際に使われた。
- アームブレード（仮称）- 『4』でレオンと決着をつける際、寄生させていた支配種プラーガの力を開放して左手（『RE:4』の場合は上述の強化型上位種プラーガの力で両手）を変形させた。